# 本名站
本名站（日语：／ Honna eki */?）是位於福島縣大沼郡金山町大字本名字上通，東日本旅客鐵道（JR東日本）的只見線車站。

## 歷史
會津線會津川口站至只見站之間原本是電源開發專用線，於1963年（昭和38年）8月20日開通，當初沒在在此處設站。在2年後的1965年（昭和40年）2月1日，此站、會津越川站、會津大鹽站、會津鹽澤站啟用。
- 1965年（昭和40年）2月1日：此旅客車站啟用。
- 1987年（昭和62年）4月1日：伴隨國鐵分割民營化，車站由東日本旅客鐵道（JR東日本）營運。
- 2011年（平成23年）
  - 7月30日：發生新潟·福島暴雨（日语：平成23年7月新潟・福島豪雨）使車站暫停營業。
  - 8月26日：會津宮下至此站至會津大鹽之間開設代行巴士[1]。
  - 11月1日：會津川口至此站至只見之間開設代行巴士[1]。

## 車站構造
此站是地面車站，設有1面1線的單式月台。月台位於路軌東南方。月台只可容納1卡車廂，當2卡以上的列車停靠時，乘客只可在進行方向的車輛上落客（選擇性車門操作）。
此站是由會津坂下站管理的無人車站。此站沒有車站大樓，月台上設有小型候車室。

## 使用狀況
在2004年度的1日平起乘車人次為0人。
| 乘車人員變化 | 乘車人員變化 |
| 年度         | 1日平均人次  |
| ------------ | ------------ |
| 2000         | 8            |
| 2001         | 5            |
| 2002         | 5            |
| 2003         | 3            |
| 2004         | 0            |

## 車站周邊
- 只見川
  - 本名水壩（日语：本名ダム）
  - 第六只見川橋樑（日语：第六只見川橋梁）
- 日出山
- 湯倉溫泉
- 橋立溫泉
- 國道252號（日语：国道252号）
- 本名簡易郵局

## 相鄰車站
東日本旅客鐵道（JR東日本）
■只見線
會津川口－本名－會津越川

## 注腳
1. 1 2  越前勤. . 講談社. 2012: 174–175. ISBN 978-4-06-217570-8 （日语）.
2. ↑  第120回福島県統計年鑑 （页面存档备份，存于）（日語）

## 外部連結
- 車站資訊（本名）：東日本旅客鐵道（日語）